# Debra Paget
Debra Paget (născută Debralee Griffin; n. 19 august 1933, Denver, Colorado) este o actriță americancă.

## Filmografie
| An   | Titlu                                                             | Regizor                | Rol                     |
| ---- | ----------------------------------------------------------------- | ---------------------- | ----------------------- |
| 1948 | Cry of the City                                                   | Robert Siodmak         | Teena Riconti           |
| 1949 | Mother Is a Freshman                                              | Lloyd Bacon            | Linda                   |
| 1949 | It Happens Every Spring                                           | Lloyd Bacon            | Alice                   |
| 1949 | House of Strangers                                                | Joseph L. Mankiewicz   | Maria Domenico          |
| 1950 | Broken Arrow                                                      | Delmer Daves           | Sonseeahray             |
| 1950 | Fourteen Hours                                                    | Henry Hathaway         | Ruth                    |
| 1951 | Bird of Paradise                                                  | Delmer Daves           | Kalua                   |
| 1951 | Anne of the Indies                                                | Jacques Torneur        | Molly LaRochelle        |
| 1952 | Belles on Their Toes                                              | Henry Levin            | Martha Gilbreth         |
| 1952 | Les Misérables                                                    | Lewis Milestone        | Cosette                 |
| 1952 | Stars and Stripes Forever                                         | Henry Koster           | Lily Becker             |
| 1954 | Prince Valiant                                                    | Henry Hathaway         | Ilene                   |
| 1954 | Princess of the Nile                                              | Harmon Jones           | Princess Shalimar/Taura |
| 1954 | Demetrius and the Gladiators                                      | Delmer Daves           | Lucia                   |
| 1954 | The Gambler from Natchez                                          | Henry Levin            | Melanie Barbee          |
| 1955 | White Feather                                                     | Robert D. Webb         | Appearing Day           |
| 1955 | Seven Angry Men                                                   | Charles Marquis Warren | Elizabeth Clark         |
| 1956 | The Last Hunt                                                     | Richard Brooks         | Indian girl             |
| 1956 | The Ten Commandments                                              | Cecil B. DeMille       | Lilia                   |
| 1956 | Love Me Tender                                                    | Robert D. Webb         | Cathy Reno              |
| 1957 | The River's Edge                                                  | Allan Dwan             | Margaret Cameron        |
| 1957 | Omar Khayyam                                                      | William Dieterle       | Sharain                 |
| 1958 | From the Earth to the Moon                                        | Byron Haskin           | Virginia Nicholl        |
| 1959 | The Tiger of Eschnapur                                            | Fritz Lang             | Seetha                  |
| 1959 | The Indian Tomb                                                   | Fritz Lang             | Seetha                  |
| 1960 | Cleopatra's Daughter                                              | Fernando Cerchio       | Shila                   |
| 1960 | Why Must I Die?                                                   | Roy Del Ruth           | Dottie Manson           |
| 1961 | Most Dangerous Man Alive                                          | Allan Dwan             | Linda Marlow            |
| 1961 | Rome, 1585                                                        | Mario Bonnard          | Esmeralda               |
| 1962 | Tales of Terror (segment: "The Facts in the Case of M. Valdemar") | Roger Corman           | Helene Valdemar         |
| 1962 | The Haunted Palace                                                | Roger Corman           | Ann Ward                |